# Lesenská pláň
Lesenská pláň är ett berg i Tjeckien.   Det ligger i regionen Ústí nad Labem, i den nordvästra delen av landet, 90 km nordväst om huvudstaden Prag. Toppen på Lesenská pláň är 921 meter över havet, eller 131 meter över den omgivande terrängen. Bredden vid basen är 8,7 km.
Terrängen runt Lesenská pláň är huvudsakligen kuperad.Runt Lesenská pláň är det glesbefolkat, med 18 invånare per kvadratkilometer. Närmaste större samhälle är Most, 16,6 km sydost om Lesenská pláň. I omgivningarna runt Lesenská pláň växer i huvudsak blandskog.